# Gestüt Erlenhof
Das Gestüt Erlenhof ist ein Gestüt in Dornholzhausen, einem Ortsteil von Bad Homburg vor der Höhe.

## Geschichte
Das 65 ha große Gestüt Erlenhof wurde im Jahr 1901 durch den damaligen Landrat Ernst Ritter von Marx unter dem Namen Fohlenweide gegründet. 1922 erwarb der Industrielle Moritz James Oppenheimer das Gestüt, benannte es in Erlenhof um und betrieb dort Vollblutzucht. Oppenheimer war begeisterter Förderer des Pferdesports. Er war Präsident des Sportkartells in Bad Pyrmont, Bad Harzburg und Bad Homburg, Präsidiumsmitglied im Reichsverband zur Zucht und Prüfung deutschen Warmblutes, Mitbegründer der Bayerischen Reitschule in München und 1929 bis 1936 war er Ehrenkonsul des Königreiches Jugoslawien in Frankfurt. Mit Unterstützung der bekannten Hippologen Gustav Rau und Richard Sternberg wurde das Gut zu einem siegreichen Rennstall bei Pferderennen. Das erfolgreichste Pferd aus dieser Zeit vom Erlenhof war Graf Isolani, zweifacher Sieger beim Hansa-Preis, bei Blauen Band, der Union, dem Deutschen St. Leger und vor allem dem Deutschen Derby 1929.
Im Jahr 1933 musste Oppenheimer Konkurs anmelden und das Gestüt mit 60 Pferden und einem Schätzwert von 200.000 Reichsmark wurde von dem Stahlindustriellen Heinrich von Thyssen-Bornemisza gekauft. Thyssen zahlte insgesamt 350.000 RM; für Oppenheimers Rennstall in Hoppegarten 160.000 RM und 190.000 RM für das Anwesen in Dornholzhausen. Oppenheimer war mit dem Verkaufserlös unzufrieden. Allein für Graf Isolani hätte ihm ein Gebot von 180.000 RM vorgelegen. Thyssen erwarb das Gut über seine niederländische Tochterfirma Naamlooze Vennootschap Hollandsch Trustkantoor. Der Grund hierfür war, dass er so den Kaufpreis in Sperrmark zahlen konnte.

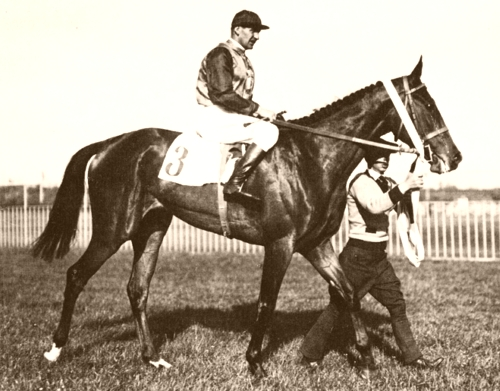
Nereide

In den Folgejahren wurde das Gestüt Erlenhof zu einem der erfolgreichsten und bekanntesten Gestüte in Deutschland und gewann eine Vielzahl von Rennen. Allein das Deutsche Derby wurde vier Mal von Pferden des Gestüts Erlenhof gewonnen (Athanasius (1934), Nereide (1936), Ticino (1942) und Nordlicht (1944)). 1938 war das Gestüt nach Preisgeldern (mit 19 Siegen waren 103.435 RM Preisgeldern gewonnen worden) auf Platz 8 der erfolgreichsten Gestüte in Deutschland. Mit dem Sieg von Nereide beim Braunen Band von Deutschland rückten die „Wunderstute“ und das Gestüt in das Zentrum der NS-Propaganda rund um den Pferdesport.
Nach dem Tod von Heinrich Thyssen wollte dessen Sohn Heini Thyssen das Gestüt verkaufen. Seine Schwester, Margit von Batthyány, ersteigerte es 1953 und betrieb in den 50er Jahren gemeinsam mit Ferdi Leisten den Zuchtbetrieb der Rennpferde erfolgreich. 1971 zerstörte ein Feuer eine Scheune, 1974 brannte der Hauptstall, 35 Pferde wurden knapp gerettet.
Von 1977 bis zu seinem Tod 1991 pachtete der Ingelheimer Pharmaproduzent Hubertus Liebrecht das Gestüt und benannte es in Erlengrund um. 1988 verwüstete ein Feuer das Anwesen und 13 Stuten kamen ums Leben. Dies war der schwerste von drei Bränden auf dem Hof in der Zeit unter Hubertus Liebrecht. Bereits in der Nacht zum 1. April 1980 hatte es gebrannt. Verantwortlich war damals nach Auffassung des Gerichtes ein Landstreicher, der durch eine brennende Zigarette fahrlässig den Brand verursacht hatte.
1994 übernahm Familie Günther Rothenberger das Anwesen, das bis 1997 unter der Leitung von Dr. Jens Freiherr von Lepel stand. Der Kaufpreis wurde nicht offiziell bekannt, die Zeitungen berichteten von einem Kaufpreis „unter 10 Mio. DM“. Nun erhielt es seinen Traditionsnamen Gestüt Erlenhof wieder zurück. Bekannte Reiter aus der Familie Rothenberger auf dem Erlenhof sind Sven Rothenberger, Gonnelien Rothenberger und Sönke Rothenberger.
Am 1. März 2019 kam es erneut zu einem schweren Brand. Aufgrund eines technischen Defekts brach ein Feuer aus. Dieses verursachte den Tod von fünf Pferden und einen Millionenschaden.

## Bekannte Pferde, die auf Gestüt Erlenhof gezüchtet wurden
- Graf Isolani (1926–1945, Derbysieger 1929)
- Athanasius (* 1931, Derbysieger 1934)
- Nereide (1933–1943, Derbysiegerin 1936)
- Ticino (1939–1958, Derbysieger 1942, auf dem Gestüt Erlenhof steht ein Denkmal für Ticino)
- Neckar (1948–1974, Derbysieger 1951)
- Orsini (1954–1975, Derbysieger 1957)
- Marduk (1971–1984, Derbysieger 1974)[4][5]
- Anzillero (1997–2014[6], Sieger beim Großen Preis von Berlin 2001)

## Trivia
In der Serie Geld.Macht.Liebe wurden die Szenen der Pferdezucht der Tochter des Bankiers im Gestüt Erlenhof gedreht.